# شقبان بياك
شقبان بياك (الاسم العلمي: Megapodius geelvinkianus) (بالإنجليزية: Biak Megapode)‏ هو نوع من الطيور يتبع جنس الشقبان من فصيلة الشقبانية.